# آلموسیتا
آلموسیتا (به اسپانیایی: Almócita) دهستانی در استان آلمریای اسپانیا است.
در این دهستان ۱۶۲ نفر زندگی می‌کنند. مساحت این دهستان ۳۰٫۹۹ کیلومتر مربع است.